# Arthur Balfour
Arthur James Balfour, 1. jarl af Balfour (25. juli 1848 – 19. marts 1930) var en britisk konservativ politiker. Han var Storbritanniens premierminister 1902–05
Han er særlig kendt for Balfour-deklarationen, som han skrev som udenrigsminister i 1917 til den engelske zionistleder Lord Rothschild.
- Wikimedia Commons har flere filer relateret til Arthur Balfour